# Sveinbjörn Sveinbjörnsson

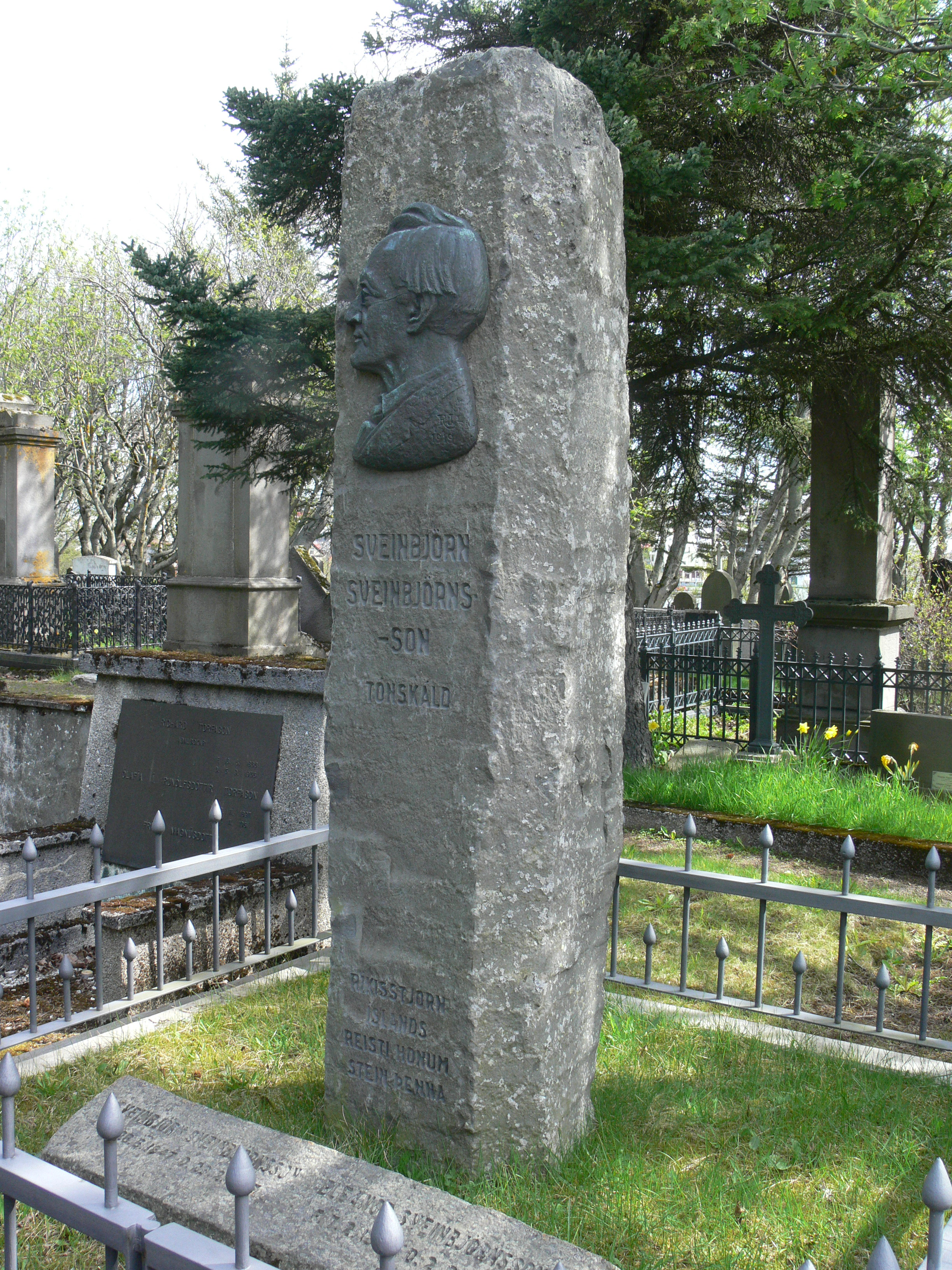
pomnik nagrobny w Reykjavíku

Sveinbjörn Sveinbjörnsson (ur. 28 czerwca 1847 w Seltjarnarnes, zm. 23 lutego 1927 w Kopenhadze) – islandzki kompozytor, pianista i nauczyciel muzyki. Autor muzyki hymnu Islandii.

## Życie
Sveinbjörn Sveinbjörnsson był synem islandzkiego wyższego urzędnika państwowego – przewodniczącego Najwyższej Izby Sprawiedliwości.
Jego ojciec Thórdur Sveinbjörnsson umarł, gdy mały Sveinbjörn miał zaledwie dziewięć lat.
Sveinbjörn Sveinbjörnsson większość swojego życia spędził za granicą. Najpierw studiował teologię, lecz później jako  pierwszy Islandczyk zawodowo zajął się muzyką. Za namową Johana Svendsena, młodego norweskiego skrzypka i kompozytora, wyjechał na studia muzyczne do Kopenhagi, a następnie przeniósł się do Lipska, gdzie w latach 1872-1873 studiował w klasie fortepianu u profesora Carla Reinecke. Ponieważ możliwości muzycznej kariery w dziewiętnastowiecznej Islandii były dość ograniczone, Sveinbjörnsson przeprowadził się do Edynburga, gdzie spędził większość życia, pracując między innymi jako nauczyciel gry na fortepianie i pianista.
W roku 1874 z okazji 1000-lecia zasiedlenia Islandii skomponował do tekstu Matthíasa Jochumssona utwór pt. Lofsöngur, który stał się hymnem Islandii.
W roku 1890 ożenił się ze Szkotką Eleanor, z którą miał dwoje dzieci. W roku 1919 wyjechał do kanadyjskiego Winnipeg, aby po trzech latach powrócić na Islandię. W roku 1924 przeprowadził się do Kopenhagi, gdzie zmarł. Przed śmiercią zdążył jeszcze nagrać w latach 1925-1926 kilka utworów, a nagrania te są przechowywane w archiwum Ríkisútvarpið (RÚV), islandzkiego radia i telewizji.
W muzyce Sveinbjörnssona słychać wpływy niemieckich kompozytorów, lecz także silny element nordycki. Komponował muzykę do islandzkich wierszy, a także dokonał aranżacji islandzkich pieśni ludowych. W roku 1922 parlament Islandii, Althing, zdecydował o przyznaniu mu stałej pensji, co umożliwiło mu na krótko powrócić na Islandię.

## Kompozycje
Hymn Islandii Lofsöngur, 1874
Trio na fortepian
Sonata na skrzypce
Kantata